# Templo de la Inmaculada Concepción de Atlihuetzia
El Templo de la Inmaculada Concepción fue un edificio religioso de Atlihuetzia, comunidad del municipio de Yauhquemecan, perteneciente al distrito local tlaxcalteca número V y número III de los Distritos electorales federales de México

## Historia
La puerta principal del atrio del siglo XVI, debió ser parte del Convento (hoy desaparecido) o de la Iglesia de la Purísima Concepción (de la cual sólo se conservan sus imponentes ruinas), ya que la construcción del actual data del siglo XIII. 
Data del siglo XV.
Su gran fachada de argamasa tiene cuatro columnas salomónicas que enmarcan los nichos con las imágenes labradas en cantera de la Virgen María, San Pedro, San Pablo, Santa Ana y San Joaquín. La campana de su torre es la primera que se fundió en América, en el siglo XVI, justo aquí, en el poblado de Atlihuetzía.

## Arte Sacro
En el interior del templo, podemos admirar a la entrada dos pinturas de principios del siglo XIX, con textos en náhuatl que narran la muerte de los niños mártires de Tlaxcala; uno de los cuales, Cristóbal, fue el hijo mayor del Señor de Atlihuetzía. En el retablo mayor de estilo barroco salomónico, el cual data del siglo XVIII, se pueden admirar 12 tallas, de las cuales sobresalen las de la Virgen María, traída de las Filipinas, y la del Arcángel Miguel, con cabello natural. Al lado izquierdo de la cabecera hay una cruz con motivos eucarísticos, en excelente estado de conservación. En el transepto derecho, se puede admirar un conjunto de tallas de la Virgen de Guadalupe y sus apariciones, en el nicho de un retablo barroco. También hay un Cristo de madera de ayacahuite con goznes en sus articulaciones, y un San Diego de Alcalá en su retablo plateresco.
Del siglo XVIII son también su púlpito y su piso de madera. En el muro derecho se pueden admirar una representación escultórica del Calvario y un retablo del siglo XVI, dedicado ahora a la Virgen del Carmen, en cuyas columnas se tallaron mazorcas.

## Rescate y Datos Importantes
En octubre de 1993 se instaló un taller de restauración en el templo de Atlihuetzía. Entre la obra restaurada se encuentran un óleo de los Niños Mártires de Tlaxcala, pintado en 1759; un nicho móvil con ex votos a la Virgen de Ocotlán, Santos Gabriel y Rafael, de principios del siglo XVIII, y un Cristo de caña de maíz del siglo XVI. En la antesacristía, el arcángel Baraquiel lleva unos espejos que significan la pureza de Dios. Dos pinturas del siglo XVII representan a San Miguel y a Santo Domingo de Guzmán.
Por su riqueza religiosa, histórica, artística y arquitectónica, el Templo de la Purísima Concepción en Atlihuetzía está considerado como uno de los más completos e importantes de Tlaxcala.